# Bloomsday
Bloomsday, en irlandais Lá Bloom, est une fête irlandaise qui se tient chaque 16 juin (à Dublin notamment) et qui a pour objet de célébrer la vie de l'écrivain James Joyce.
Ce n'est donc pas la date de décès de Joyce qui est célébrée le Bloomsday, mais bien la date du jour pendant lequel se déroulent les événements fictifs relatés dans Ulysse. L'écrivain avait choisi de dater ce récit du jour de sa « déclaration d'amour » à sa future femme, Nora Barnacle. La fête tient son nom du personnage fictif Leopold Bloom.

## Histoire
Le 27 juin 1924, dans une lettre à Harriet Shaw Weaver, James Joyce mentionne « a group of people who observe what they call Bloom's day – 16 june. They sent me hortensias, white and blue, dyed. », (« un groupe de personnes qui observent ce qu'ils appellent le jour de Bloom – 16 juin. Ils m'ont envoyé des hortensias teints en blanc et bleu. »).
Le Bloomsday a été célébré pour la première fois le 16 juin 1954 à Dublin par John Ryan (en), Anthony Cronin (en), Brian O'Nolan (Flann O'Brien), Patrick Kavanagh et Tom Joyce, un cousin de James Joyce. Depuis ce jour, les admirateurs de James Joyce se vêtent des habits du début du XXe siècle, et parcourent la ville en citant des passages de l'œuvre. Le Bloomsday est, après la Saint-Patrick, la plus importante des fêtes célébrées par la diaspora irlandaise.